# أندريه برستون
أندريه برستون (بالسلوفينية: Andrej Preston)‏ هو عالم حاسوب ومبرمج سلوفيني، ولد في 1986.